# Басейн Рейну

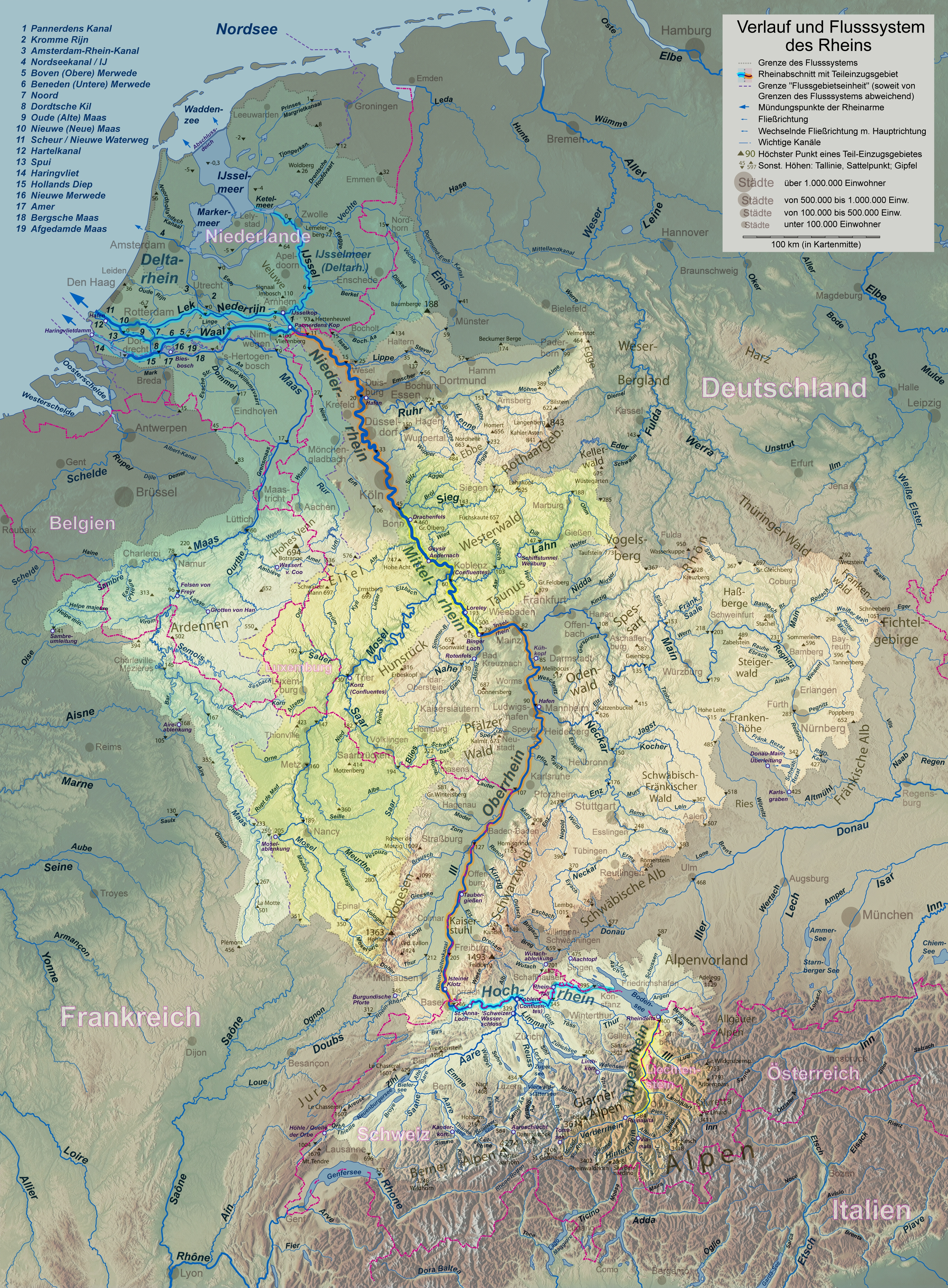
Рейн і його річкова система

Річкова система Рейну охоплює всі водотоки, що стікають над Рейном та його гирлами, таким чином, площа водозбору становить майже 220 тис. км². З нього в середньому виходить близько 2900 м³/с води в Північному морі.

## Розташування та планування
Річкова система Рейну є найбільшою на північному заході від головного європейського вододілу за витратою води й другою за розміром водозбірного басейну (після Неви). Західними сусідніми є райони Шельди та Сени. Басейни річок Рони та По, що межують на півдні та південному сході, впадають у Середземне море, а Дунай — у Чорне. На сході межують басейни річок Ельби, Везера та Емса.
У загальному напрямку з півночі на північний захід Рейн протікає через дуже різні природні зони. Витоки Рейну лежать у перехідній зоні між Західними та Східними Альпами. Після того, як Рейн залишив Альпи як високогірна річка, що живиться льодовиком, і досяг Боденського озера як прикордонна річка між Австрією та Швейцарією, він перетинає північне передгір'я Альп у західному напрямку з крутими ухилами й отримує свою найбагатшу водою притоку. тут з Ааре. У Базельському Рейнкні Рейн осушує шосту частину свого водозбору, але приблизно в 1040 р. м³/с вже багатша на воду, ніж будь-яка інша притока Північного моря. Тут водозбір помітно звужений сусідніми річковими системами Рони та Дунаю, що сходить до новітньої історії річкової системи. Його звернений на північ каналізований хід через рівні Верхньорейнської низовини, що заповнює геологічний рів, оточений багатими опадами Шварцвальдом і Вогезами, до яких випадає понад 250 м³/с надходять від його водопостачання. Однак половина з них досягає Рейну лише через притоки Неккар (праворуч) і Мозель (ліворуч). Перед своєю вузькою долиною через низький гірський хребет вона отримує свою найдовшу праву притоку — Майн,⁣ а невдовзі — Нахе зліва. У басейні Нойвід, який розділяє долину Середнього Рейну на дві частини, з правого боку з’єднується Лан, а зліва – могутній Мозель. Нижньорейнські низовини, які спочатку були дуже густо заселені, починаються в гирлі Зіга поблизу Бонна. У районі Рурської області Рур і Ліппе витікають справа. За кордоном з Нідерландами річка кілька разів розгалужується на переважно регульовані водотоки та канали, при цьому Ваал, що тече на захід, поглинає дві третини об’єму води. 
Всього дев'ять країн мають частку у водозбірній площі:
- Швейцарія: 27 873 км²
- Італія: 51 км²
- Ліхтенштейн: 160 км²
- Австрія: 2360 км²
- Німеччина: 109 918 км²
- Франція: 31 400 км²
- Бельгія: 14 660 км²
- Люксембург: 2585 км²
- Нідерланди: 29 300 км²

## Геологічний розвиток Рейнської системи

### Ландшафтно-історичні передумови

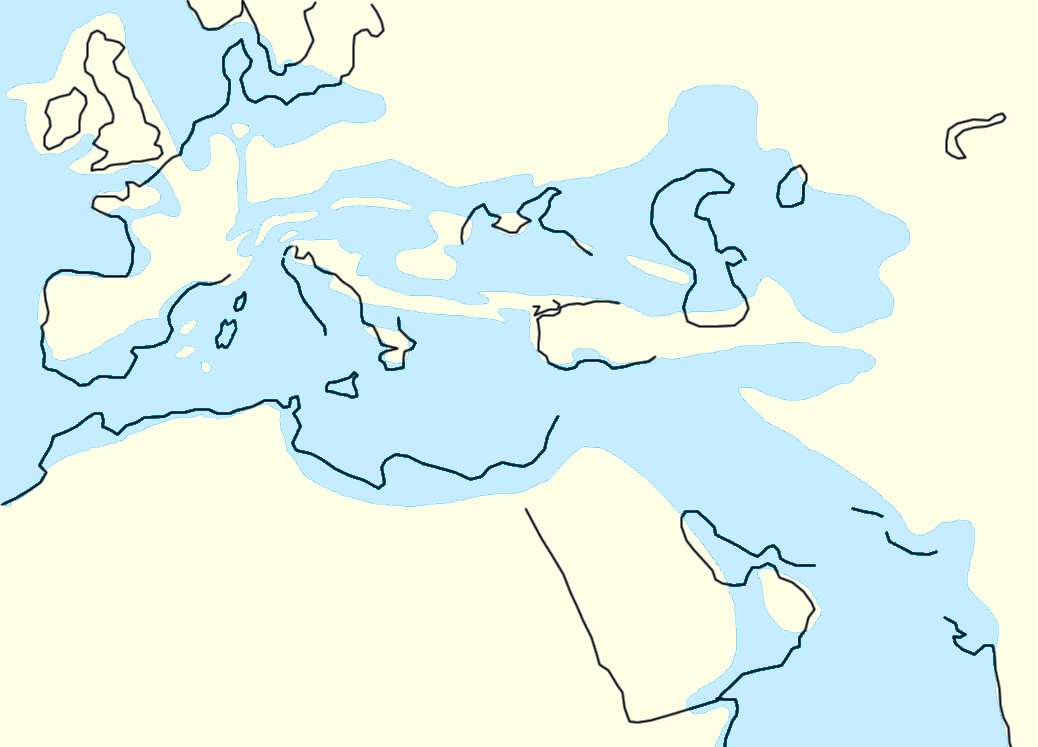
Олігоцен: Рейнський грабен як протока, Альпійські пасма в океані Паратетіс

Виникнення Рейнської системи спочатку було незначною подією під час тектонічних процесів, що в кінцевому підсумку призвели до створення Альп. Глибоке море Тетіс між ними вже було значною мірою стиснуто в результаті зближення тодішніх континентів Африки та Європи. У самому ранньому неогені майже 30 мільйони років тому перші альпійські гірські хребти здійнялись з моря Тетіс і незабаром розділили його на кілька передових западин. Північна западина, місцями морська, місцями лімнічна, все ще відокремлювала Альпи від досить плоскої, випираючої суші в районі сьогоднішнього низькогірного хребта. Рифти на місці майбутнього Верхньорейнського грабену існували тут з олігоцену. Далі була розташована морська протока до Рупеляні, яка на той час з'єднувала ще більший басейн Північного моря з вузьким морем Гельвет і Паратетісом у сьогоднішніх передгір'ях Альп.

### Ур-Рейнська система без альпійського водозбору (неоген)
Ближче до кінця міоцену на території нинішньої області Високого Рейну почав формуватися східний потік, який можна вважати первісним Дунаєм. Водночас південна частина рифтової долини піднялася в районі Шварцвальду і Вогезів, утворивши поперечний вододіл, з якого вода, що текла на північний захід, доходила до басейну Північного моря. Рейнські Сланцеві гори були ще ледь помітними, але були пагорбами, через які Ур-Рейн, ледве більший за Маас, протікав у широкій долині. Значна частина його осадового навантаження відкладалася вище, в зоні опускання північного Рейнського грабена, так що в Нижньорейнській бухті річка відкладається аж до нижнього пліоцену тогочасного Найбільша притока Мозель, яка була виявлена з еоцену, переважає. Нинішня верхня та середня течія Майну та Неккара все ще належали різним лівим притокам Дунайської системи, яка простягалася до північного Гессена і чиєю основною річкою у пліоцені три-чотири мільйони років тому була верхня Рона.

### Рейнська система з альпійськими верхів'ями (плейстоцен)
З прогресуючим підняттям верхнього Дунаю, його все більше досягалося шляхом відступу ерозії з сусідніх, нижчих річкових басейнів. З кожним відведенням річки ця система знову ставала меншою. Навпаки, занурення Верхнього Рейну спричинило глибоку ерозію в навколишньому Рейнському районі, що відтоді призвело до його розширення майже з усіх боків і все ще є особливо шкідливим для району Дунаю. 
Найважливішою подією в розвитку системи Рейну в старшому плейстоцені було розливання Ааре-Дунаю, яке раніше, в молодшому пліоцені, вже було спрямовується через Бургундські ворота в сторону Сони. Це раптово перетворило Рейн на велику річку. Ааре-Зундгаустром настільки забудував південний Верхній Рейнський Грабен, що нарешті переповнив затонучий вододіл в районі вулкана Кайзерштуль, який згас понад десять мільйонів років тому.
Подібним чином, або шляхом вилучення річок, кілька колишніх приток Дунаю були послідовно відведені до Майну, що надало йому характерної зміни напрямку, яким він є сьогодні. Неккар та його притоки демонструють подібні зміни напрямку з тієї ж причини. Єдиною серйозною втратою водозбірного басейну стало переведення території, що є тепер Еною, до Уази, а отже, і до системи річки Сена, приблизно мільйон років тому. Сьогодні Бар до Маасу тече безлюдною долиною. Значне збільшення стоку відбулося в середньому плейстоцені, можливо, 450 000 років тому, коли тодішнє головне джерело решти Дунайської системи, нинішній Альпенрайн, вирвалося до Верхнього Рейнського Грабену і дало початок нинішній долині Високого Рейну.